# Aquilonifer spinosus
Aquilonifer spinosus (лат.) — вид вымерших членистоногих, единственный в составе монотипического рода Aquilonifer.

## Распространение
Жили в силурийском периоде на территории западной части Великобритании (Херефордшир, Herefordshire Lagerstätte, Wenlock Series Lagerstätte, около 430 млн лет).

## Описание
Длина тела около 1 см (9,5 мм). Многоногие, безглазые. Самый длинный передний усиковидный придаток длиной 9,5 мм. Церки длиной 7,3 мм. Отличаются уникальным способом выращивания потомства, ранее неизвестным ни у одного современного или ископаемого вида животных. Своих детёнышей, как предполагают, они носили с собой на десяти длинных отростках (поводках или «веревочках»), первоначально принятых за каких-то прикрепившихся паразитов. Постепенно вырастая, молодые особи увеличивались и становились всё более похожи на своих родителей.
Систематическое положение точно не определено. Новый таксон рассматривается в качестве одной из корневых групп, лежащих в основании филогенетического древа ракообразных и насекомых.
Вид был впервые описан в 2016 году американским палеонтологом Дереком Бриггсом (Derek E. G. Briggs; Department of Geology and Geophysics, Йельский университет, Нью-Хейвен, США) и его коллегами.